# Christopher Fry
Christopher Fry, pseudonimo di Arthur Hammond Harris (Bristol, 18 dicembre 1907 – Chichester, 30 giugno 2005), è stato un drammaturgo e scrittore di testi radiofonici per bambini britannico.
È conosciuto soprattutto per i suoi drammi in versi, tra cui The Lady's Not for Burning, che lo rese uno dei maggiori esponenti del teatro degli anni quaranta e cinquanta del XX secolo.

## Biografia
Christopher Fry nasce a Bristol nel 1907. Educato alla Scuola di Bedford, scrive la sua prima opera, The boy with a cart: Cuthman, nel 1938. Si afferma nel teatro di ispirazione religiosa grazie al suo stile brillante e alla sua profonda immaginazione. Fry è considerato il rinnovatore del dramma britannico in versi insieme a Thomas Stearns Eliot, alle cui opere si è ispirato più volte nella prima parte della sua vita di drammaturgo.

## Profilo letterario
Molte delle opere di Christopher Fry seguono lo schema delle morality plays di tradizione medievale, opere drammatiche e religiose incentrate sulla vita e sulla morte dell'uomo. I personaggi di Fry tendono a essere schiavi del loro ruolo simbolico, risultando psicologicamente statici e carenti di un'effettiva caratterizzazione teatrale.

### The lady's not for burning
The lady's not for burning (La signora non è da bruciare, 1948) è il maggiore successo di Fry. L'opera è una commedia di ambientazione medievale e nel corso dei tre atti in cui è suddivisa parla del processo di una strega e di un libero pensatore. La commedia è andata in scena per la prima volta nel 1949 nell'Arts Theatre a Westminster, nel centro di Londra.

## Opere
- The boy with a cart: Cuthman (1938)
- Saint of sussex (1938)
- A Phoenix too frequent (1946)
- The lady's not for burning (1948)
- Venus observed (1950)
- The dark is light enough(1954)
- A yard of sun:a summer comedy (1970)
- The firstborn (1974)